# Akasztottak erdeje (film)
Az Akasztottak erdeje (eredeti cím románul: Padurea spânzuratilor) Liviu Ciulei fekete-fehér filmje, amely az 1965-ös cannes-i filmfesztiválon a legjobb rendezés díját nyerte el. A mű Liviu Rebreanu azonos című regénye alapján készült.

## Szereposztás
| Szereplő           | Színész             | Magyar hang       |
| ------------------ | ------------------- | ----------------- |
| Apostol Bologa     | Victor Rebengiuc    | Mécs Károly       |
| Klapka százados    | Liviu Ciulei        | Szabó Ottó        |
| Ilona              | Széles Anna         | Géczy Dorottya    |
| Petre              | Ștefan Ciubotărașu  | Kiss Ferenc       |
| Karg tábornok      | Kovács György       | Somogyvári Rudolf |
| Cservenko százados | Emil Botta          | Zenthe Ferenc     |
| Varga főhadnagy    | Csiky András        | Avar István       |
| Vidor              | Kiss László         | Szirtes Ádám      |
| Marta              | Mariana Mihuţ       | Csűrös Karola     |
| Katonai ügyész     | Constantin Brezeanu | Kaló Flórián      |

## Tartalma
Az első világháború idején Apostol Bologa (Victor Rebengiuc) önkéntesnek jelentkezik, hogy imponáljon menyasszonyának, Martának (Mariana Mihuţ). Az osztrák-magyar hadsereg román tisztje a hadbíróság tagjaként részt vesz a dezertőr Svoboda hadnagy (Valeriu Arnăutu) halálra ítélésében. Az akasztás után Klapka százados (Liviu Ciulei) tudomására hozza az okot, amiért Svoboda megkísérelte a szökést. Bologát furdalja a lelkiismeret, és amikor megtudja, hogy egységét a román frontra vezényelik, elhatározza, hogy megszökik, de megsebesül, kórházba kerül. Beleszeret házigazdájának, Vidor sírásónak (Kiss László) lányába, Ilonába (Széles Anna), ezért felbontja eljegyzését Martával. Ismét beosztják a hadbíróságba, ahol olyan parasztok felett kellene ítélkeznie, akiket kémkedéssel vádolnak, mert a hadsereg által tiltottnak minősített zónába mentek mezőgazdasági munkára. Bologa nem akar részt venni ártatlan emberek elítélésében, ezért megszökik. Elfogják, elítélik, és felakasztják.

## A film és a regény
Titus Popovici forgatókönyve számos ponton eltért a regénytől, hogy megfeleljen a korszak ideológiai kívánalmainak:
- A regényben az első rész az orosz fronton játszódik; a filmben semmilyen utalás nincs Oroszországra és az oroszokra.
- A regénybeli szocialista-anarchista Gross, aki a világforradalmat hirdeti, a filmben nem tiszt, csak közkatona, nem zsidó gépészmérnök, hanem bécsi antikvárius, és a neve Johann Maria Müller lett.
- Apostol Bologa (akinek a neve nem véletlenül Apostol), a regényben komoly, zárkózott figura; noha elveszti Istenbe vetett hitét, de mentes a szenvedélyektől: nem iszik, nem dohányzik, nem szoknyavadász. A filmben viszont már az első jelenetekben rágyújt, lerészegedik, és rövid kalandba bocsátkozik egy prostituálttal. Annak ellenére, hogy a regény egyik fő motívuma Isten újbóli megtalálása, a filmből ez a szál teljességgel hiányzik.

## Forgatása
A szerződést a forgatókönyv megírására 1962. október 2-án kötötték meg; a film forgatását 1963. június 29-én kezdték el. A főszerepet eredetileg egy fiatalabb színészre, Șerban Cantacuzinóra osztották, és mintegy három-négyszáz méternyi film elkészülte után cserélték le Victor Rebengiucra. Ilona szerepét az akkor még főiskolás Széles Anna kapta; több színésznek ez volt az első filmszerepe.
A forgatás egyik helyszíne a bonchidai Bánffy-kastély volt; a harctéri jelenetek többségét a munténiai Morăreşti-en vették fel, de forgattak Pürkerecen, Barcaföldváron, Olthévízen, Árapatakon, Prázsmáron, Szászveresmarton, ezen kívül Tordán és Bukarestben is. A belső jeleneteket a bufteai filmstúdióban vették fel.

## Fogadtatása és utóélete
A film a korabeli román sajtóban igen kedvező fogadtatásban részesült, és a közönségnek is tetszett. Az 1965-ös cannes-i filmfesztiválon a fődíjra jelölték, és megkapta a legjobb rendezés díját; a kommunista hatóságok megelégedéssel nyugtázták a román filmművészet nemzetközi sikerét. Az 1965-ös mamaiai nemzeti filmfesztiválon elnyerte az Arany Pelikán nagydíjat, a legjobb operatőr díját (Ovidiu Gologan), a legjobb női szereplő díját (Széles Anna) és a legjobb filmzene díját (Theodor Grigoriu). 2010-ben a Polirom kiadó által megjelentetett Cele mai bune 10 filme româneşti din toate timpurile (Minden idők 10 legjobb román filmje) kötetben, amelyet negyven, különböző generációhoz tartozó filmkritikus szavazatai alapján állítottak össze, a második helyre került.
Liviu Ciulei a film zárójelenetét a leggyönyörűbb jelenetnek nevezte, amit valaha is rendezett.
2010-ben a World Cinema Foundation megjelentette a film restaurált változatát, amelyet a Cineteca di Bologna / L’Immagine Ritrovata készített, együttműködve rendezővel és a romániai Centrul National al Cinematografiei-el.